# Pangbourne College
Pangbourne College (Пангборнский колледж) — открытая школа совместного обучения расположенная в юго-западной части города Пангборн, в графстве Беркшир, Англия, на запад от Рединга.
Школу основал Томас Лейн Девитт в 1917 году как Пангборнский морской колледж. Основной функцией школы была подготовка мальчиков для службы в Британском торговом флоте в качестве офицеров. Начиная с 1969 года колледж переориентируется в большей степени на академическое образование. С 1996 года в колледже начинается совместное обучение мальчиков и девочек.
Директор школы, Mr. Thomas Garnier, служил в  Королевском военно-морском флоте до того, как занялся преподаванием. 
Летом в Колледже проводится обучение английскому языку учеников в возрасте 11-18 лет.

## Знаменитые выпускники
- Джеффри Бернард — журналист
- Кен Расселл — режиссёр
- Питер Гулд — англо-американский географ